# نشانه بودان
نشانهٔ بودان (فرانسوی: Signe de Budin‎) یک نشانهٔ بالینی برای تشخیص وجود چرک در شیر مادر است. نشانه بودان نخستین بار در قرن ۱۹ توسط متخصص زنان و زایمان فرانسوی پیر-کنستان بودان توصیف شد.
این آزمایش را می‌توان به راحتی در مطب انجام داد. مقدار اندکی شیر از نوک سینه ملتهب روی یک پد استریل قرار می‌گیرد. اگر شیر با چرک مخلوط شود (ظاهر قهوه‌ای، زرد یا خونی) نشانهٔ بودان مثبت است. این آزمایش در موارد مشکوک به ماستیت و برای افتراق بین لنفانژیت پستان و ماستیت عفونی (اغلب باکتریایی) انجام می‌شود. نشانهٔ بودان در لنفانژیت وجود ندارد و در ماستیت عفونی دیده می‌شود. انجام این آزمایش گاهی ممکن است دردناک باشد، به خصوص اگر عفونت واقعاً وجود داشته باشد. اگر گلبول‌های چربی با چرک اشتباه گرفته شوند، ممکن است آزمایش مثبت کاذب شود.